# ペータースドルフ (バイエルン)
ペータースドルフ（ドイツ語: Petersdorf）は、ドイツ連邦共和国バイエルン州シュヴァーベン行政管区のアイヒャッハ＝フリートベルク郡に属す町村（以下、本項では便宜上「町」と記述する）で、アイントリング行政共同体を構成する自治体の一つである。

## 地理

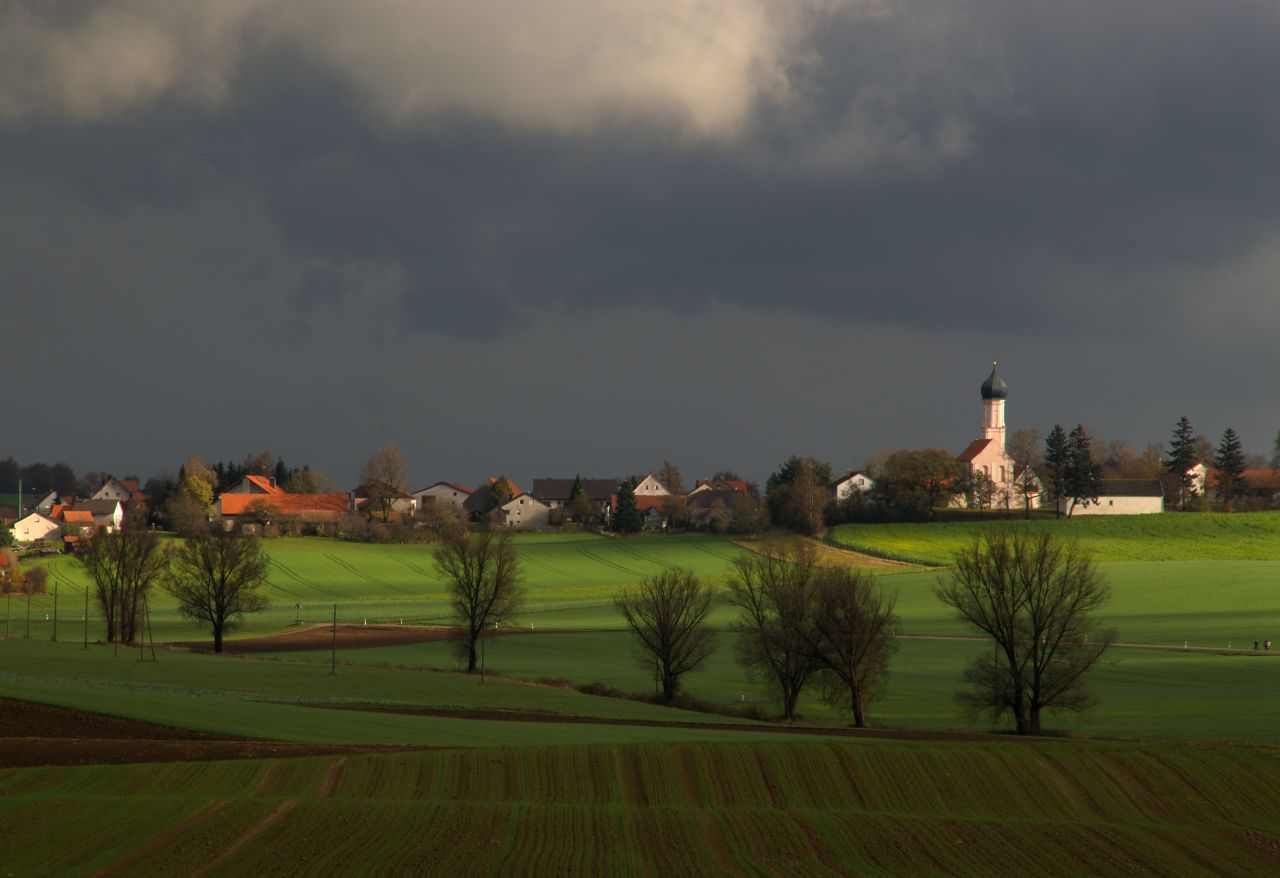
ヴィルプレヒツツェル集落

ペータースドルフはアウクスブルク地方に位置し、アウクスブルクから北東に約20km、郡庁所在地のアイヒャッハから西に12kmに位置する。

### 自治体の構成
この町は、公式には9つの地区 (Ort) からなる。このうち小集落や孤立農場などを除く集落を以下に列記する。
- アルスモース
- アクストブルン
- ゲーバースドルフ
- ホーエンリート
- ペータースドルフ
- シェーンライテン
- ヴィルプレヒツツェル

## 歴史
ペータースドルフはバイエルン選帝侯領のミュンヘン会計局およびアイヒャッハ裁判所に属した。バイエルンの行政改革に伴う1818年の市町村令によってアルスモース、ペータースドルフ、シェーンライテン、ヴィルプレヒツツェルの4つの町村が成立した。1978年5月1日にこれら4つの町村から現在のペータースドルフが成立した。この町はかつてはオーバーバイエルンに属していたが、1972年の市町村再編以降、シュヴァーベン行政管区に属している。

### 人口推移
- 1970年 1,364人
- 1987年 1,645人
- 2000年 1,726人

## 行政

### 町長
ディートリヒ・ビンダーは、2020年から町長を務めている。

### 議会
議会は第1町長と12人の議員からなる。

### 紋章
図柄: 銀地と青地に左右二分割。向かって左は、赤いジグザグの帯の下に黒い双頭のナイト。向かって右は、金色の湾曲した修道院長杖の下に3つの（上に2つ、下に1つの形で配置された）金の球。

## 経済と社会資本

### 交通
州道2035号線（アウクスブルク - ノイブルク・アン・デア・ドナウ）と州道2047号線（ミュンヘン - ライン）がこの町で交差する。

### 教育
- 国民学校 2校

## 引用
1. ↑  https://www.statistikdaten.bayern.de/genesis/online?operation=result&code=12411-003r&leerzeilen=false&language=de Genesis-Online-Datenbank des Bayerischen Landesamtes für Statistik Tabelle 12411-003r Fortschreibung des Bevölkerungsstandes: Gemeinden, Stichtag (Einwohnerzahlen auf Grundlage des Zensus 2011)
2. ↑  Bayerische Landesbibliothek Online